# Jesús Antonio Cornejo Vázquez

## Jesús Antonio Cornejo Vázquez
Jesús Antonio Cornejo Vázquez (Sevilla, España) es un reconocido naturópata a nivel nacional e internacional, especializado en haptología, kinesiología holística y nutrición. Actualmente es profesor de Nutrición, Bioquímica y Metabolismo en el Instituto de Medicina Natural de Chile (IMN).

## Trayectoria académica
Sus comienzos de aprendizaje estuvieron relacionados con el mundo del culturismo, de lo que cuenta con titulación como profesor y entrenador a nivel nacional desde 1993. A lo largo de la década de los noventa, se formó además en quiromasaje, quiropraxia naturopática, naturopatía osteopática y kinesiología holística.
En el año 2000, se forma en Restauración Bionergética, un nuevo modo pionero de acupuntura promovido por la Asociación Española de Acupuntores, y en esta primera década del siglo XXI, se instruirá además en el ámbito ortomolecular, peritaje naturopático y en formación didáctica de la naturopatía, comenzando así a formar a futuros naturópatas.
En el año 2018, obtiene el título de Experto Universitario en Prevención y Readaptación Físico-Deportiva por la Universidad Isabel I, estudios certificados por la American College of Sport Medicine (ACSM).
En los últimos años, ha profundizado sus estudios en Dietética y Nutrición Deportiva, así como en patologías endocrino-metabólicas, gastrointestinales y cardiovasculares a través de estudios promovidos y acreditados por EACCME (European Accreditation Council for Continuing Medical).

## Trayectoria profesional
Comenzó su andadura profesional en 1998 en el campo de la naturopatía osteopática, y dirigiendo diferentes cursos y talleres de naturaleza naturopática, para posteriormente iniciar la docencia en la naturopatía como formador de futuros profesionales en este campo.
Ha sido además conferenciante en jornadas sobre estética, Restauración Bioenergética y kinesiología, además de ponente en diferentes congresos sobre naturopatía a nivel autonómico y nacional.
Los procesos de formación a profesionales abarcaban diversas áreas, desde el quiromasaje al drenaje linfático, pasando por reflexología, aromaterapia, osteopatía naturopática, kinesiología, vendaje neuromuscular maturopático y estética.
Actualmente, realiza su labor profesional en Fuengirola y Málaga, siendo un referente a nivel nacional e internacional en temas tales como la naturopatía, el quiromasaje deportivo, osteopatía naturopática, drenaje linfático, kinesiología, aromaterapia y vendaje neuromuscular naturopático, a través de lo cual imparte formación en cursos de escuelas naturopatías en toda España.

## Premios y reconocimientos
- «Premio a la docencia» por la Organización colegial naturopatica “Vix Natura Regeneratrix” FENACO, 2009
- Premio a la Investigación en Naturopatía, por la Organización colegial naturopatica “Vix Natura Regeneratrix” FENACO, 2010
- «Premio a la docencia en naturopatía» otorgado en el XXVIII Congreso Andaluz de Naturopatía “Memorial Prieto”, 2025
- «Premio internacional en Semiología Naturopática», III Congreso Benedict Lust, 2025